# Vipera antiqua
 Vipera antiqua  ist eine ausgestorbene Art der Echten Ottern (Gattung Vipera) innerhalb der Vipern (Viperidae). Überreste der Art wurden in Tschechien sowie in Deutschland gefunden. Die Art wird auf das frühe Miozän datiert, mit einem Fund aus der ELMMZ-Zone MN 1 (Mammals Neogen in der Biostratigraphie) handelt es sich um die älteste bekannte fossile Art der Gattung Vipera.
Vipera antiqua wurde nach mehreren fossilen Wirbelkörpern aus einem Fund in Dolnice in Tschechien beschrieben, das Material wird am Institut für Paläontologie an der Karls-Universität Prag aufbewahrt. Zwei weitere Fundorte für Wirbel der Art befinden sich in Petersbuch und Weisenau in Deutschland. Alle Funde stammen aus dem Unteren Miozän (MN 1 bis MN 4) und sind entsprechend etwa 20 Millionen Jahre alt.
Erstmals beschrieben und der Gattung Vipera zugeordnet wurde Vipera antiqua durch Zbigniew Szyndlar 1987.